# 阿姆里爾·努爾曼
阿姆里爾·努爾曼（1948年—），印尼前男子羽球運動員，出生於西蘇門答臘省南濱縣。
阿姆里爾·努爾曼曾於1972年參加世界邀請賽，他在男子單打比賽第二輪中以10:15、11:15輸給馬來西亞選手陳奕茂。1973年的全英羽球錦標賽中，他在男子單打止於十六強賽，輸給瑞典選手史都爾·強生。同年的印度羽球公開賽中，他與魯迪·古納萬一起獲得男子雙打亞軍。
他最大的成就是代表印尼隊參加1973年湯姆斯盃，在對陣丹麥的決賽中他以第三單打身份上場，經歷三局大戰後以11:15、15:4、15:4擊敗弗來明·戴夫斯，協助球隊以8-1贏得冠軍。在1975年的全英賽事中，他在男子單打再度止於十六強賽，輸給後來贏得冠軍的丹麥選手史溫·普利。在1976年的全英男子單打賽事中，他打入八強賽，再一次輸給瑞典選手史都爾·強生。